# Borat fenilmercuric
Boratul fenilmercuric este un antiseptic și dezinfectant topic, solubil în apă, etanol și glicerină.